# 287
Het jaar 287 is het 87e jaar in de 3e eeuw volgens de christelijke jaartelling.

## Gebeurtenissen

### Italië
- In Rome worden Gaius Aurelius Valerius Diocletianus en Marcus Aurelius Valerius Maximianus door de Senaat gekozen tot consul van het Imperium Romanum.

### Europa
- Maximianus onderwerpt de Frankische koning Gennobaudes en herstelt de rijksgrens. De Franken mogen zich als foederati vestigen in het West-Romeinse Rijk.
- De Spaanse priester Firminus wordt missiebisschop van Samarobriva in Noord-Gallië.

### Klein-Azië
- Diocletianus resideert voortaan in zijn nieuwe paleis in Nicomedia (İzmit); hij sluit een vredesverdrag met Perzië. Rome wordt gedegradeerd tot provinciehoofdstad.

## Overleden
- Mauritius, Romeins soldaat en martelaar